# Playa de La Rábita
La playa de La Rábita está situada en el núcleo urbano de La Rábita, ubicado en el municipio español de Albuñol,  en la provincia de Granada, comunidad autónoma de Andalucía.